# Pascal Garnier
Pascal Garnier (ur. 4 lipca 1949, zm. 5 marca 2010) – francuski pisarz i malarz, autor około 50 książek, w tym nowel, powieści romans gris i literatury młodzieżowej.

## Życiorys
W wieku 15 lat Garnier porzucił szkołę i wyruszył w podróż po krajach Bliskiego Wschodu, przez kolejne 10 lat przemierzał Afrykę Północną, Bliski Wschód i Azję, wybierając możliwie najtańsze środki transportu. Z doświadczeń tych podróży narodziła się chęć do rozpoczęcia twórczości literackiej, za pomocą której Garnier mógłby opowiedzieć o tym, co widział. Jednak wczesne porzucenie szkoły spowodowało poważne braki w jego zdolnościach językowych, zwłaszcza ortografii, pisanie więc sprawiało mu trudność. Zaczął wymyślać teksty piosenek, by nie musieć ich zapisywać, a jedynie śpiewać i w ten sposób przekazywać je innym. Po zakończeniu etapu podróży zaczęła się więc kariera Garniera jako tekściarza. Był to czas rozkwitu francuskiego rock'n'roll'a.
Potrzeba ciągłego rozwoju popchnęła go jednak ku pisaniu. Swoje nowele tworzył w ukryciu, nie pokazywał ich nikomu. Wszystkie teksty pisał w czasie teraźniejszym, by nie mieć problemu z odmianą czasowników. Jego słownictwo również nie było zbyt bogate. Styl, za który go podziwiano – zwięzłość i umiarkowanie – był niejako wymuszony przez ograniczone umiejętności.
Pierwszą wydaną publikacją był L’Année sabbatique (fr. całoroczny urlop przyznawany wykładowcom uniwersyteckim) zbiór 12 krótkich nowel. Kolejne dzieło Surclassement składało się już z 3 dłuższych opowiadań. Dla Garniera kolejnym krokiem miała być powieść, jednak wydawnictwo P.O.L. dla którego wówczas pisał, stwierdziło, że powinien pozostać przy nowelach. Dla młodego autora było to ogromne rozczarowanie. Ostatecznie, jego pierwsza powieść Le pain de la veille ukazała się nakładem wydawnictwa Entreligne. Jak przyznał Garnier, nie była dopracowana, ale miała w sobie ducha kolejnych powieści z gatunku noir.
Przygoda autora z literaturą młodzieżową rozpoczęła się przez przypadek, gdy wracając z Wenecji postanowił spisać swoje wspomnienia w formie opowiadania dla dzieci. Książka Chat comme moi natychmiast odniosła sukces. Garnier kontynuował pisanie dla młodszych czytelników, traktując je jako świetne ćwiczenie pisania zwięźle i interesująco.
W latach 90. Pascal tworzył głównie nowele, ale wciąż marzył o byciu odnoszącym sukcesy powieściopisarzem. Wtedy powstała pierwsza powieść noir autorstwa Garniera, okrzykniętego później mistrzem gatunku. Kolejne powieści Nul n’est à l’abri du succès i L’A 26 również odniosły sukces. W tym samym czasie Garnier napisał także książkę Chambre 12, którą wydano w ramach prestiżowej collection blanche.
Ostatnie lata życia Garnier spędził w małym miasteczku w Ardèche poświęcając się pisaniu i malowaniu.

## Twórczość

### Powieści
- La Solution esquimau, 1996
- La Place du mort, 1997
- Les Insulaires, 1998
- Trop près du bord, 1999
- L'A26, 1999
- Chambre 12, 2000
- Nul n'est à l'abri du succès, 2001
- Les Nuisibles, 2002
- Les Hauts du Bas, 2003
- Parenthèse, 2004
- Flux, 2005
- Comment va la douleur ? (pl. Jak się ma twój ból?) 2006, w Polsce powieść ukazała się nakładem wydawnictwa Claroscuro
- La Théorie du panda, 2008
- Le Grand Loin, 2009
- Lune captive dans un œil mort, 2009
- Le Grand Loin, 2010
- Cartons, 2012

### Literatura dla dzieci i młodzieży
- Un chat comme moi, 1986
- La Barrière, 1987 (ilustracje Didier Gonord)
- Voleurs de parents, 1988
- Âme comme magique, 1989 (ilustracje Monike Czarnecki)
- Le torchon brûle, 1989 (ilustracje Olivier Kerjean)
- Motus, 1989
- Le Pain de la veille, 1989
- Cas de figures, 1990
- Zoé zappe, 1990
- Le Vieux Bougon, 1990 (ilustracje Dominique Garros)
- Lili bouche d'enfer, 1990
- Les Naufragés du métro, 1991
- Mado, 1992
- À rebrousse-temps, 1992
- La Décharge, 1992
- Édouard et Marcel, 1992
- L'Évadé de la chambre 9, 1993 (ilustracje Virginie Fréchuret i François Martin)
- Monsieur Mime, 1994
- Case départ, 1994 (ilustracje Didier Jacquemin)
- Traqués, 1995
- Nono, 1996
- Dico dingo, 1996
- Mon jour de chance, 1996 (ilustracje Frédi Astèr)
- Les Naufragés du mois d'août, 1998
- Mauvais Reflet, 1999
- La Gare de Rachid, 2000
- Le Chemin de sable, tome 1: J'irai te voir, 2000
- Le Chemin de sable, tome 2: La Neige au cœur, 2001
- Laissez-nous nos Bonnot !, 2001
- Demain, on lève l'ancre, 2002 (ilustracje Stanislas Barthélémy)
- Le Chemin de sable, tome 3: Entre le ciel et l'eau, 2002
- Évadez-vous rêvadez-vous, 2002
- Le Chemin de sable, tome 4: Vincent & Co., 2003
- Le Chemin de sable, tome 5: Le Sablier retourné, 2004
- Les Enfants de la nuit, 2006
- Derrière l'écran, 2007
- M'sieur Victor, 2009

### Zbiory nowel
- Contes gouttes, 1985
- L'Année sabbatique, 1986
- Surclassement, 1987
- T'avais qu'à pas vieilir, 1997
- Attention enfants !, et autres histoires policières, 1998
- Vieux Lions, dans Noir Été, 2000
- Vue imprenable sur l'autre, 2002

### Samodzielne nowele
- Une fois trois, 1997

### Antologie
- Les Insulaires et autres romans (noirs), 2010 (zawiera nowele: La Place du mort i Trop près du bord)